# Вдовушковые
Вдовушковые (лат. Viduidae) — семейство птиц из надсемейства Passeroidea отряда воробьинообразных. Объединяет 20 видов, принадлежащих двум родам.

## Этимология
Научное название семейства образовано от названия типового рода — Vidua (вдовушек) с помощью добавления -idae. В переводе с лат. vidua — «вдова».

## Описание
Небольшие птицы с короткими клювами. Длина туловища 10—43 см. Окраска самок пёстрая, у многих видов сочетает серые и коричневые цвета и схожа с окраской воробья. Самцы в зимнем наряде окрашены так же как и самки. Брачный наряд самцов многих видов преимущественно чёрный; средние рулевые перья хвоста сильно удлиненны.

## Распространение
Обитают в Африке. Селятся как на открытой местности, так и в негустых лесах.

## Классификация
В семейство включают 2 рода и 20 видов>:
- Род Anomalospiza Shelley, 1901 — Кукушковые ткачи
  - Anomalospiza imberbis (Cabanis, 1868) — Кукушковый ткач
- Род Vidua Cuvier, 1816 — Вдовушки — 19 видов